# Dave McManus
David „Dave” McManus (ur. 30 lipca 1955) – irlandzki judoka. Olimpijczyk z Moskwy 1980, gdzie zajął dziewiąte miejsce w wadze półśredniej.
Uczestnik zawodów.

## Letnie Igrzyska Olimpijskie 1980
| Konkurencja | Eliminacje          | Repasaże               | Klas. końcowa |
| Konkurencja | Przeciwnik I        | Przeciwnik I           | Miejsce       |
| ----------- | ------------------- | ---------------------- | ------------- |
| 78 kg       | Juan Ferrer (CUB) P | Slavko Sikirić (YUG) P | 9.            |